# M68 Memorial del 68 y Movimientos Sociales
El Museo Memorial 68 y Movimientos Sociales se crea con motivo de los 50 años del movimiento estudiantil de 1968. A partir de una remodelación completa del antiguo proyecto inaugurado diez años antes, este nuevo espacio propone ser un lugar para construir memorias de lo acontecido en el movimiento estudiantil de 1968, y también busca ser un espacio vivo para construir memorias de movimientos sociales posteriores Movimientos feministas, movimientos indígenas, de madres buscadoras, movimientos estudiantiles y LGBTQ+ están representados en este espacio, a partir de fotografías, video, arte, bordado, pancartas, murales y otras formas de expresión de la movilización social, podemos escuchar, leer y ver testimonios de los propios movilizadores quienes narran sus experiencias en la lucha social.
El M68 es un espacio de encuentro de colectividades, de activistas y jóvenes, de estudiantes y movilizadores sociales quienes a través del diálogo, la escucha y la toma del espacio configuran nuevas formas de memoria e imaginarios de otros futuros posibles.

## Memorial del 68[6]
Recorrido por los aspectos más relevantes del movimieto estudiantil de 1968 como sus antecedentes, demandas, herramientas de lucha, objetos de protesta, participación de las mujeres, el papel de los medios de comunicación y del ejército, así como una cronología de 1968 a 1971, que se distribuye en distintas partes de la exposición.
1. Apariciones. Protesta, movilizaciones sociales y represión antes del 68
2. Las mujeres y el 68
3. Temporalidades y sobrevivencias (Cronología 1968 - 1971)
4. Largos años sesenta
5. Miradas al 68
6. Objetos desobedientes
7. Demandas
8. Una ciudad olímpica
9. Prensa y estrategias de control desde los medios
10. Todos los culpables
11. El mexicano perfecto. Instalación artística de Plinio Ávila
12. El 2 de octubre
13. Secret memorialis. Instalación artística de Voluspa Jarpa

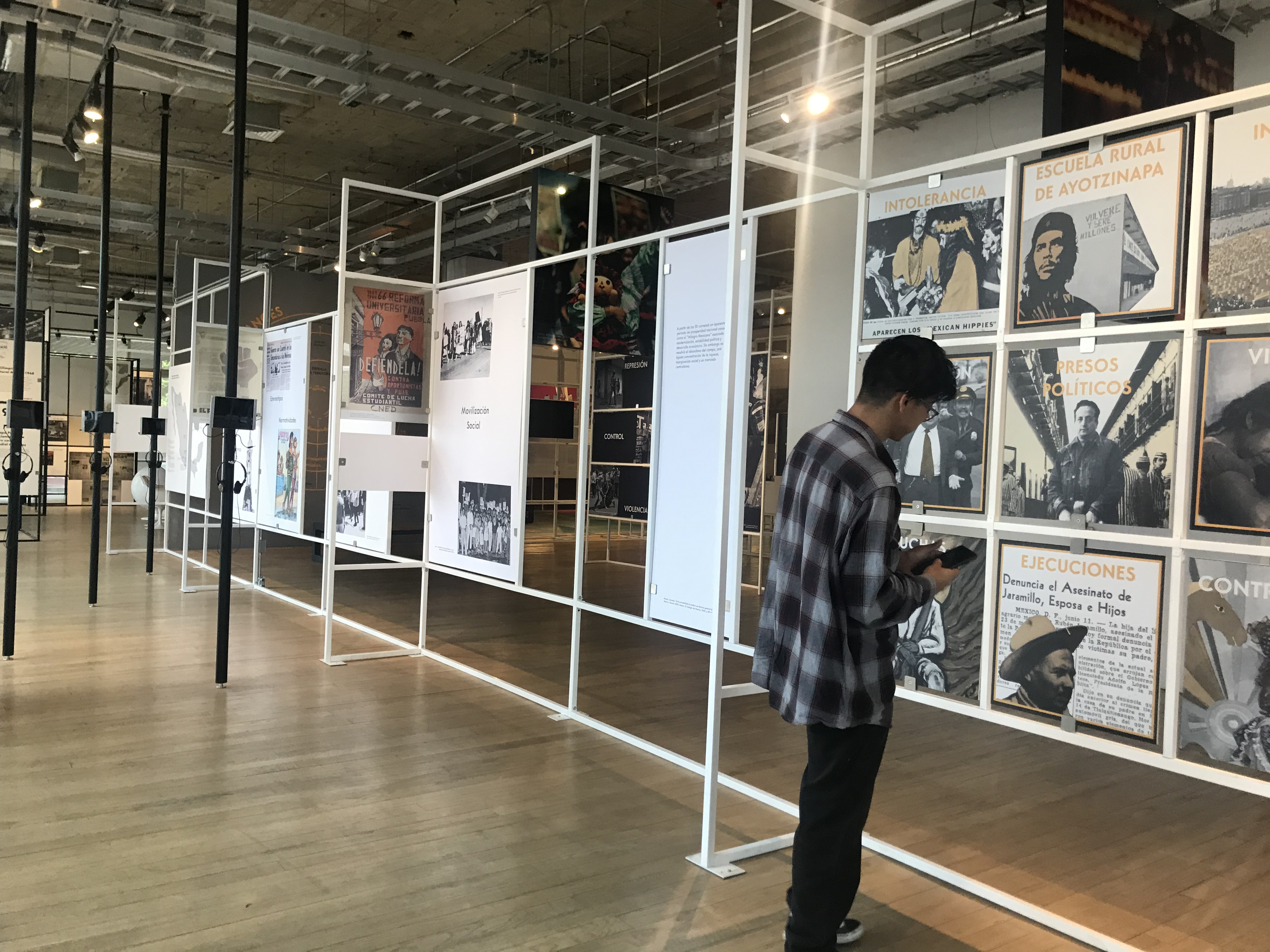
Inicio de la sala del Memorial del 68

14. Halconazo
15. Semillas. Nombrar a las víctimas
16. Schisma

## Movimientos sociales[6][7]

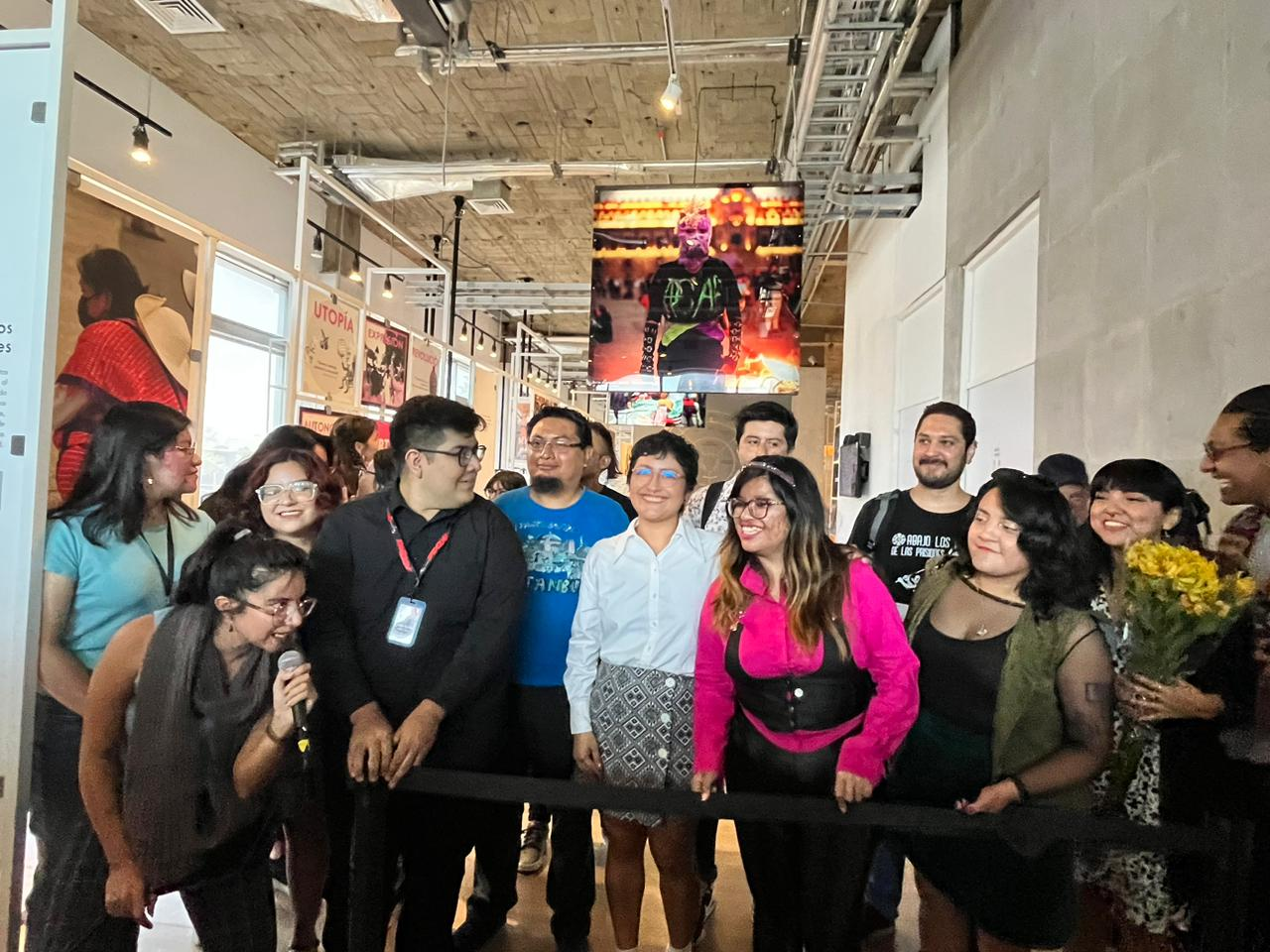
Inauguración del recorrido dedicado a los Movimientos sociales en el M68

Después del movimiento estudiantil de 1968, muchos grupos sociales se organizaron de manera pacífica y otros de forma armada, algunos movimientos sociales continuaron con las demandas y otros surgieron para luchar de maneras distintas por un país más libre y democrático. En este recorrido se despliegan algunos de los movimientos sociales más significativos que han contribuido al reconocimiento de derechos como los feminismos, los movimientos indígenas, las respuestas de la sociedad a la violencia de Estado, y los movimientos en red.
1. Mosaico de movimientos sociales
2. Los límites del orden
3. Feminismos (De+liberaciones: luchas en diálogo. Feminismos y disidencia sexual | Constelaciones feministas)
4. Deriva 68
5. Ayotzinapa. Una cartografía de la violencia
6. Comité ¡Eureka!
7. Caricatura política
8. La ruta de la pluralidad electoral
9. El coraje de decir la verdad
10. Terremoto de 1985
11. El cuerpo es un archivo. Juego para diez cámaras. Instalación artística de Pablo Martínez Zárate

## Rotaciones 2023
La propuesta museográfica del nuevo memorial del 68 se basó en la posibilidad de transformación, como necesidad para comprender el movimiento constante de la movilización social. En una búsqueda por hacer de la memoria en un museo un ser vivo el año 2023 se volvió a realizar una revisión de los contenidos del espacio, para actualizarlos e incorporar movimientos sociales del 2018 en adelante. Bajo esta premisa se llevan a cabo las rotaciones 2023 que modifican algunas salas.

#### Nuevas salas

##### Movimientos sociales 2018- 2023.Buscadoras, LGBTQI+, Estudiantiles, indígenas, Feministas. // Mosaico de movimientos sociales
Se actualizó el contenido de la sala de inicio al recorrido de movimientos sociales, para incorporar en ese primer espacio cinco movimientos sociales mexicanos (2018-2023). La propuesta buscó descentralizar el discurso del museo y hablar de la movilización social más allá de la CDMX. Se categorizó la propuesta en estrategias de luchas y herramientas comunes, generando cinco núcleos de movimientos: Movimiento estudiantil, Comunidad LGBTQI+, Movimientos indígenas, Buscadoras y Feminismos. En la sala se exhiben las diferentes estrategias de lucha que adoptan los movimientos, como son: 1 corporales (marchas, performances, hogueras, bailes, besatones). 2. Intervención plástica (iconoclasia, destrucción de monumentos, cuadros, etc.). 3. Toma del espacio público y privado (como la glorieta de las mujeres que luchan, la glorieta del Ahuehuete y la CNDH).
Por otro lado se aborda la represión que sufre la movilización por parte de policías, porros, militares.
La sala exhibe principalmente imágenes de fotógrafes jóvenes, muches de elles simpatizantes con los movimientos y activistas. Se encuentra también un video para abarcar la dimensión dinámica y sonora de la movilización. 
Hacia el final de la sala se encuentra un gráfico que busca ejemplificar los ejes de las luchas, las luchas concretas y sus logros o avances.

##### Salabuscadoras// muro de Comité Eureka
La sala de buscadoras se realizó para visibilizar la lucha de las familias de desaparecidos, reconociendo que es una realidad del México contemporáneo y no solo una cuestión de violencias pasadas. Además la sala busca centrar la atención en la figura de los familiares que buscan, desde una narrativa que va desde la soledad y el abandono por parte de las instituciones, hacia la organización y la comunidad de buscadoras. La investigación se realizó a través de entrevistas a dos colectivos: ¡Hasta Encontrarlos! y Uniendo Esperanzas.
La sala se compone de distintos espacios: el primero es una puesta en escena de una oficina, con una banca metálica y una pantalla led con el número 120 mil. Algunos testimonios de los colectivos con los que se trabajó están impresos en bastidores de tela negra y gris. Un segundo momento lo compone una selección de testimonios bordados en pañuelos blancos con hilo rojo, en un trabajo colaborativo con el colectivo Fuentes Rojas. Un tercer espacio está compuesto por una especie de collage de expresiones gráficas alusivas a la búsqueda, realizadas por diferentes personas y colectivos. Finalmente, la sala exhibe un fanzine realizado por el equipo del m68 relativo a la búsqueda. Este material es de libre acceso para el público.

##### Sala de movimientosindígenas // terremoto
La sala de movimientos indígenas profundiza el tema de las luchas que han dado los pueblos indígenas en México en los últimos años. Se abordan temas como la disputa por los recursos naturales, la representación política, la cultura (defensa de usos y costumbres), la lucha por la autonomía y la defensa del territorio. La exposición realiza un recorrido desde el levantamiento armado del Ejército Zapatista de Liberación Nacional (EZLN) en 1994, exhibiendo a través de fotografías principalmente el lado civil y armado del movimiento. Luego se muestra el proceso del Congreso Nacional Indígena (CNI), para finalizar con algunos movimientos indígenas contemporáneos. La fotografía y los carteles son los principales elementos gráficos de la sala, así como un material audiovisual, un bordado y una intervención paste up sobre el muro.

##### +vallas feministas

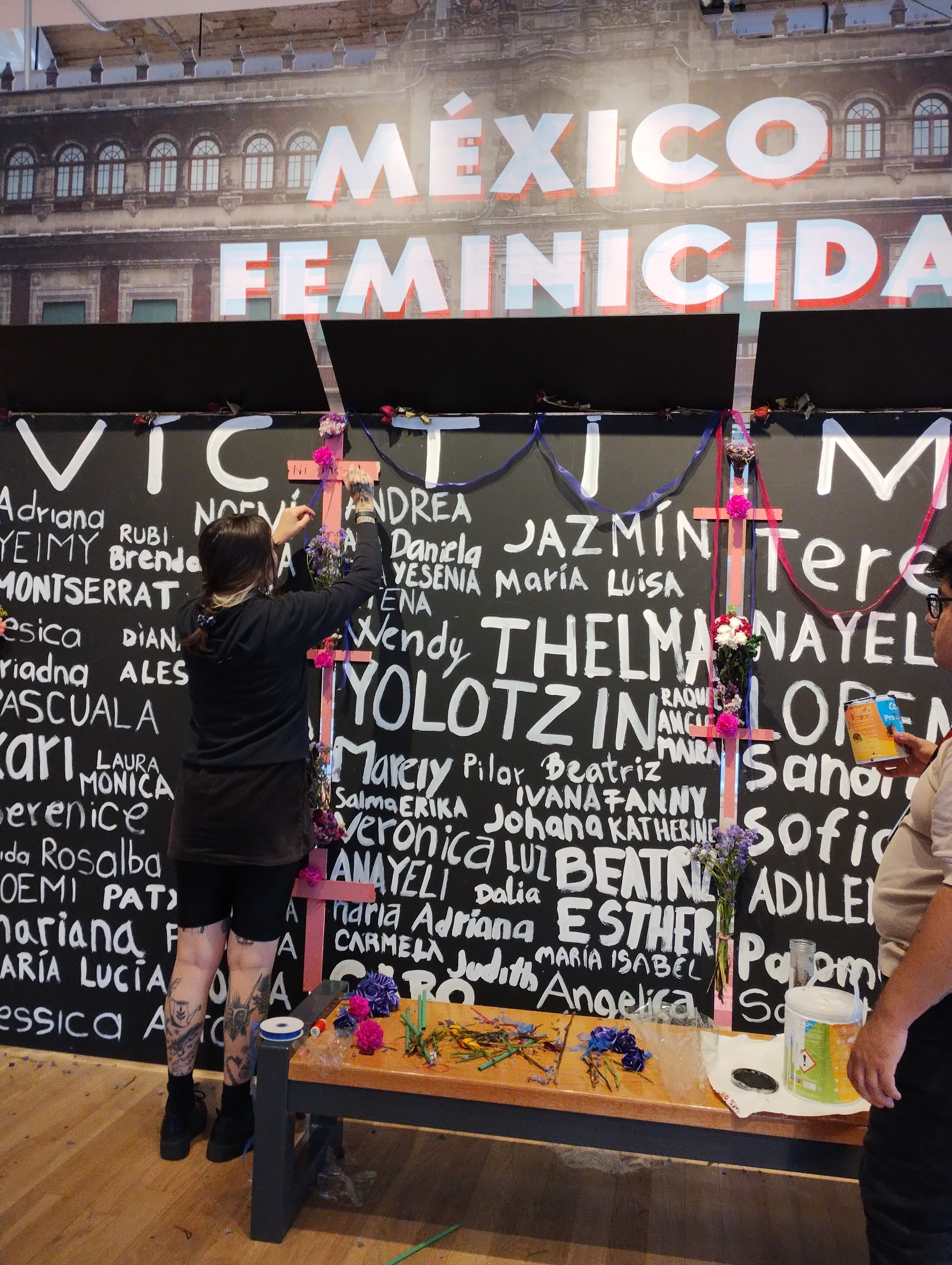
Montaje de la instalación +vallas feministas

Durante el periodo de las rotaciones del 2023 se propuso realizar al interior del museo una réplica de las vallas intervenidas realizadas durante las concentraciones de las marchas del 8 de marzo en el zócalo de la CDMX. La instalación consta de tres planchas de madera pintadas de negro e intervenidas con los nombres de mujeres víctimas de feminicidio en México, escritos con pintura blanca. Sobre ellas se despliega una imagen con la fachada del palacio nacional sobre el que se proyecta escrita la frase “México Feminicida”. El muro fue intervenido con flores y cruces. Las vallas dialogan con otra intervención pública histórica, conocida como el mural efímero, realizado colectivamente durante los encuentros culturales en Ciudad Universitaria en el contexto de las movilizaciones estudiantiles del 68.

#### Exposiciones temporales

##### Zona clausurada
Zona Clausurada es una instalación artística creada por Teatro Línea de Sombra, Elefante Blanco y Milynali Red. Combina periodismo, activismo y performance para denunciar la violencia y la impunidad en los campos de exterminio en México. La obra explora cómo se habita la desolación, mezclando investigación periodística y arte para visibilizar la lucha contra la indiferencia estatal y la violencia.

##### Muro Bienvenida
El muro que se encuentra al subir las escaleras para acceder al M68 se transformó desde el 2023 en un espacio de exposición de prácticas artísticas que provienen de las comunidades movilizadas. Se propone como un espacio de rotación permanente, por lo que han ido exponiendo en él diferentes colectivos e individuos.
1. Colectivo Armarte Oaxaca. Grabado en gran formato impreso en papel de arroz
2. Artista Vacallage. Collage
3. Artista Gustavo Chávez Pavón. Mural[11]
4. Asamblea Pedregales. Bordados por los 43 de Ayotzinapa.

##### Muro Arte y política

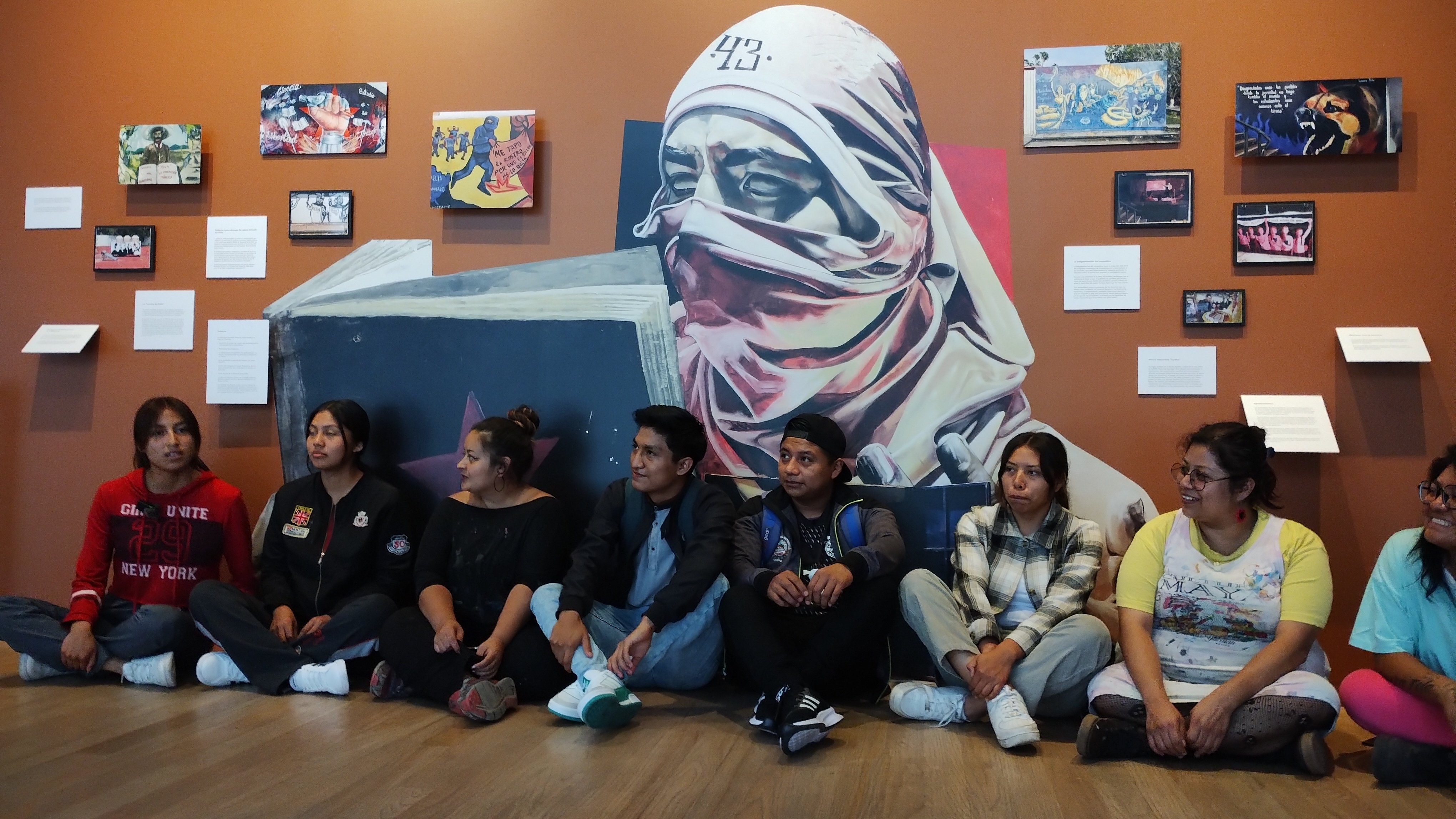
Muralistas y artistas de las distintas Escuelas Normales Rurales junto al muro conmemorativo por la desaparción forzada de los 43 de Ayotzinapa

El muro de Arte y Memoria es un espacio en el que se expone y reflexiona sobre las diversas prácticas culturales que utilizan las comunidades para hacer política y manifestarse. Se trata de exposiciones temporales, por lo que es un muro en constante rotación. Ha tenido las siguientes exposiciones:
1. CLETA. Conmemoración de los 50 años de la creación del Centro Libre de Experimentación Teatral y Artística (CLETA), grupo de teatro popular fundado en febrero de 1973.
2. Rojo Amanecer. Detrás de cámaras. Exposición de fotografías inéditas del detrás de cámara de la filmación de la película Rojo Amanecer, realizadas por Gabriela Sosa.
3. Escuela Normal Rural. Muralismo y normalismo rural, con motivo de los 10 años de la desaparición forzada de los 43 estudiantes de Ayotzinapa.[8]

##### Muro ciudadano
El muro ciudadano o Espacio Ciudadano es un proyecto que busca compartir experiencias participativas realizadas con diversas comunidades sobre la identidad, la memoria, los derechos humanos y los movimientos sociales. Se trata de exposiciones realizadas por los participantes de los talleres que brinda el CCUT, u otras comunidades, para que a partir de herramientas diversas puedan expresar, discutir, construir sus inquietudes políticas y compartirlas. 
Algunos de los procesos que han estado expuestos han sido:
1. CLETA[12]
2. Paste Up Morras[13]
3. Nosotras Muralistas
4. Escuela Normal Rural - Ayotzinapa[8]